# 植木英治
植木 英治（うえき えいじ）は経営学者。香川大学教授。専門は経営学史, 経営倫理学など。
香川県行財政改革推進会議議長、高松市中心市街地活性化協議会委員長なども兼任し行政に対する政策提言なども行っている。

## 略歴
- 1969年　大阪経済大学経済学部経済学科卒業
- 1973年-1975年　ウィーン大学法国家学部大学院課程
- 1971年-1976年　大阪経済大学大学院経済学研究科経済学専攻
- 1979年　徳山大学講師
- 1982年　徳山大学助教授
- 1986年　徳山大学教授
- 1987年　徳山女子短期大学教授
- 1988年　カーネギー・メロン大学工業経営大学院　客員研究員
- 1988年　スタンフォード大学経営大学院　客員研究員
- 1993年　香川大学教授
  - この間、産業経営学科長、経営システム学科長なども務める。